# Phú Thượng, Thuận Hóa
Phú Thượng là một phường thuộc quận Thuận Hóa, thành phố Huế, Việt Nam.

## Địa lý
Phường Phú Thượng nằm ở phía bắc quận Thuận Hóa, có vị trí địa lý:
- Phía đông giáp huyện Phú Vang
- Phía tây và phía bắc giáp phường Dương Nỗ
- Phía nam giáp phường Thủy Vân và phường Vỹ Dạ.

Phường Phú Thượng có diện tích 5,89 km², dân số năm 2020 là 20.850 người, mật độ dân số đạt 3.540 người/km².

## Hành chính
Phường Phú Thượng được chia thành 9 tổ dân phố: Chiết Bi, La Ỷ, Lại Thế 1, Lại Thế 2, Nam Thượng, Ngọc Anh, Tây Thượng, Tây Trì Nhơn, Trung Đông.

## Lịch sử
Trước đây, Phú Thượng là một xã thuộc huyện Phú Vang.
Ngày 11 tháng 3 năm 1977, huyện Phú Vang sáp nhập với huyện Hương Thủy thành huyện Hương Phú, xã Phú Thượng thuộc huyện Hương Phú.
Ngày 11 tháng 9 năm 1981, Hội đồng Bộ trưởng ban hành Quyết định 64-HĐBT. Theo đó, sáp nhập xã Phú Thượng vào thành phố Huế.
Ngày 29 tháng 9 năm 1990, Hội đồng Bộ trưởng ban hành Quyết định 345-HĐBT. Theo đó, chuyển xã Phú Thượng về huyện Phú Vang vừa tái lập.
Ngày 27 tháng 4 năm 2021, Ủy ban Thường vụ Quốc hội ban hành Nghị quyết số 1264/NQ-UBTVQH14 (nghị quyết có hiệu lực từ ngày 1 tháng 7 năm 2021). Theo đó, chuyển xã Phú Thượng trở lại thành phố Huế quản lý và thành lập phường Phú Thượng trên cơ sở toàn bộ 5,89 km² diện tích tự nhiên và 20.850 người của xã Phú Thượng.
Ngày 30 tháng 11 năm 2024, Ủy ban Thường vụ Quốc hội ban hành Nghị quyết số 1314/NQ-UBTVQH15 về việc sắp xếp đơn vị hành chính cấp huyện, cấp xã của thành phố Huế giai đoạn 2023 – 2025 (nghị quyết có hiệu lực từ ngày 1 tháng 1 năm 2025). Theo đó, thành lập quận Thuận Hóa thuộc thành phố Huế. Phường Phú Thượng trực thuộc quận Thuận Hóa.